# Glanzende melde
Glanzende melde (Atriplex sagittata, 
synoniem: Atriplex nitens) is een eenjarige plant uit de amarantenfamilie (Amaranthaceae). 
De plant heeft hoge vertakte stengels die bedekt zijn met haartjes en pijlvormige bladeren die aan de bovenzijde donkergroen en onderaan meelgrijs-kleurig zijn. De kleine groene bloemen groeien in groepjes die gaan hangen wanneer de vruchtjes rijp zijn en verschijnen tussen juli en september aan de plant. Hij wordt tussen de 60 en 150 cm hoog. 
De plant komt van oorsprong uit Zuid-Europa en Azië, maar overleeft ook in noordelijkere streken. Je treft hem voornamelijk aan op braakliggende gronden en stortplaatsen.
... · 
A. glabriuscula (kustmelde) · 
A. hortensis (tuinmelde) · 
A. laciniata (gelobde melde) · 
A. littoralis (strandmelde) · 
A. longipes (gesteelde spiesmelde) · 
A. nitens (glanzende melde) · 
A. patula (uitstaande melde) · 
A. pedunculata (gesteelde zoutmelde) · 
A. portulacoides (gewone zoutmelde) ·  
A. prostrata (spiesmelde) ·  
...